# Cinobaňa
Cinobaňa (německy: Frauenberg, maďarsky: Szinóbányaú do roku 1927 Činobáňa anebo Synobáňa) je obec na Slovensku v okrese Poltár. Žije zde přibližně 2 100 obyvatel.
V části Turíčky se dochoval coby součást evangelického kostela z roku 1929 kvadratický presbytář původní gotické stavby ze 14. století. Na jeho stěnách byly odkryty hodnotné středověké fresky z období okolo roku 1370.

## Název obce
- 1279 – Villa Suine
- 1342 – Cciuina
- 1393 – Zennobanya
- 1460 – Zwynyebanya
- 1773 – Szino-Banya
- 1863 – Szinobánya
- 1920 – Činobáňa/Synobáňa
- 1927 – Cinobaňa[2]

## Části obce
- Cinobaňa
- Katarínska Huta
- Turíčky

## Rodáci
- Samuel Mikovíny (1700 – 1750), zeměměřič, kartograf a polyhistor
- Viktor Pavlenda (1928 – 1990), ekonom, vysokoškolský učitel, politik